# サイモン・シガース
サイモン・アンソニー・シガース（Simon Anthony Segars, 1967年10月17日 - ）は、イギリスの実業家。ARMホールディングスのCEO。ドルビーラボラトリーズの社外取締役。2017年5月24日ソフトバンクグループの取締役に就任している。

## 経歴
- 1967年10月17日 - イングランド・エセックス州バジルドンに生まれる。
- 1990年 - サセックス大学でBEng in electronic engineeringを取得。
- 1991年 - ARM16番目の社員として入社。ARM7とARM9プロセッサの開発に従事する。
- 1996年 - マンチェスター大学でMSc in computer scienceを取得[1]。
- 2005年1月 - ARMのボードメンバーに加わる。
- 2013年1月 - ARMのPresidentに就任。
- 2013年7月1日 - ウォーレン・イーストの後任としてARMのCEOに就任。
- 2015年2月3日 - ドルビーラボラトリーズの社外取締役に就任[2]。
- 2016年7月6日 - マルマリスで休暇中のスチュアート・チェンバース会長とともにソフトバンク孫正義社長と面談し買収提案を受ける。[3][4]。
- 2016年7月18日 - ARMホールディングスの買収合意発表。
- 2017年6月21日 - ソフトバンクグループ株主総会の承認を得て同社取締役に就任[5]。